# Чорнокрилюк Костянтин Володимирович
Костянтин Володимирович Чернокрилюк (нар. 21 червня 2003, Київ, Україна) — український актор кіно та дубляжу.

## Біографія
Народився 21 червня 2003 року у Києві. Навчався у спеціалізованій школі N⁰291 міста Києва. Знімається в рекламі, телевізійних проектах, серіалах, документальному та художньому кіно. У 2010-2012 рр. брав участь у зйомці пародій гумористичного ТБ-шоу «Велика різниця по-українськи». Займається айкідо, сучасними танцями, іноземними мовами.

## Освіта
| Рік  | Освіта                                                      | Викладачі                | Спеціальність               |
| 2014 | Дитяча школа озвучування і дубляжу «Так Треба Продакшн»     | Павло Лі, Валентина Сова | актор озвучування і дубляжу |
| 2013 | Індивідуально Курс сценічної мови і акторської майстерності | Ніна Ліч                 | актор                       |
| 2011 | Курс акторської майстерності Kids Emotions                  |                          | актор                       |

## Фільмографія[3]
| Рік        | Назва                                        | Роль                                           |
| ---------- | -------------------------------------------- | ---------------------------------------------- |
| 2021       | Свати-7                                      | Микита Ковальов                                |
| 2019       | Я тебе знайду                                | Матвей                                         |
| 2019       | Стеклянная комната                           | Роман Панин                                    |
| 2019       | По різних берегах                            | Зорин в юности                                 |
| 2019       | На твоєму боці                               | Максим в юности                                |
| 2018       | Школа. Недитячі ігри                         | Герман (учень школи, розумний)                 |
| 2018       | Чужая жизнь                                  | эпизод                                         |
| 2017       | Школа                                        | Герман (учень школи, розумний)                 |
| 2017       | В останній раз прощаюся                      | Вася, син Наталії                              |
| 2016       | Чорна квітка                                 | епізод                                         |
| 2016       | Пробач                                       | Денис, син Марини і Влада                      |
| 2016       | Забудь мене, мамо!                           | епізод                                         |
| 2016       | Недотуркані                                  | Іван - головна роль, син посла Росії в Україні |
| 2016       | Реальна містика 3 серия бесы                 | Вася                                           |
| 2015       | Реальна містика 2 серия Стенографист дьявола | Артём                                          |
| 2015       | За законами воєнного часу                    | епізод                                         |
| 2015       | Все можуть королі                            | поварчук                                       |
| 2014       | Впізнай мене, якщо зможеш                    | Митя Авдєєв в дитинстві                        |
| 2014       | Поки станиця спить                           | посильний                                      |
| 2014       | Перелітні птахи                              | хлопчик з іноземцем                            |
| 2014       | Шукаю жінку з дитиною                        | Саша, син Лади                                 |
| 2013- 2014 | Сашка                                        | бовдур                                         |
| 2013       | Полярний рейс                                | Товариш Гліба                                  |
| 2013       | Домоправитель                                | Ваня Лелек                                     |
| 2012-2013  | Свати-6                                      | Микита Ковальов                                |
| 2012       | Політ метелика                               | Арсеній, син Ковалевських                      |
| 2012       | Мрії з пластиліну                            | хлопчик                                        |
| 2012       | Брат за брата-2                              | син Суворова                                   |
| 2011       | Свати-5                                      | Микита Ковальов - головна роль, онук сватів    |

| Рік  | Режисер       | Роль                                          |
| ---- | ------------- | --------------------------------------------- |
| 2017 | Олена Лазович | Коля Красоткин - "Альоша", Федір Достоєвський |

## Дублювання

### Українською мовою
- «Брати з Ґрімзбі» — (дубляж, Le Doyen)
- «Канікули: Кінець школі» — (дубляж, Le Doyen)
- «Книга джунглів» — (дубляж, Le Doyen)
- «Паперові міста» — Квентін-дитина (дубляж, Le Doyen)
- «Едді „Орел“» — Едді малий (дубляж, Постмодерн)
- «Хітмен: Агент 47» — Роберт (дубляж, Постмодерн)
- «Книга життя» — (дубляж, Постмодерн)
- «Найдовша подорож» — Деніел (дубляж, Постмодерн)
- «Снупі та Чарлі Браун: Дрібнота у кіно» — Чарлі Браун (дубляж, Постмодерн)
- «Сторожова застава» — (дубляж, Постмодерн)

### Російською мовою
- «Сторожова застава» — (російський дубляж, Постмодерн)